# Wassertraube
Der Wassertraube (Spongomonas uvella) ist ein koloniebildender, einzelliger Eukaryot aus der Gattung Spongomonas. Der Lebensraum von Spongomonas uvella sind sehr saubere, stehende Gewässer.

## Merkmale
Die Zellen sind 8 bis 12 Mikrometer groß. Die Kolonien sind ungefähr 50 Mikrometer groß. Anfangs sind sie polsterförmig, später richten sie sich auf und untergliedern sich in zahlreiche Endlappen. Die Endstücke werden jeweils von einer ovalen Zelle mit 2 Geißeln gebildet. Diese sind 2- bis 3-mal so lang wie der Körper.

## Belege